# Сулув (гмина)
Сулув (пол. Sułów) — сельская гмина (волость) в Польше, входит как административная единица в Замойский повет, Люблинское воеводство. Население — 5206 человек (на 2004 год).  Административный центр гмины — деревня Сулув.

## Сельские округа
1. Дешковице-Друге
2. Дешковице-Первше
3. Кавенчин-Колёнья
4. Китув
5. Куликув
6. Михалюв
7. Розлопы
8. Розлопы-Колёнья
9. Сонсядка
10. Суловец
11. Сулув
12. Сулув-Колёнья
13. Сулувек
14. Творычув
15. Зьребце

## Прочие поселения
1. Бжезина
2. Чайки
3. Чтернастка
4. Долины
5. Гай
6. Гуры
7. Колёнья
8. Колёнья-Дворска
9. Колёнья-Сьродкова
10. Контек
11. Липины
12. Майдан
13. Муле
14. Навсе
15. Палац
16. Под-Шосон
17. Полювка
18. Попувка
19. Рутки
20. Рынек
21. Стара-Весь
22. Старовесь
23. Выгон

## Соседние гмины
1. Гмина Нелиш
2. Гмина Радечница
3. Гмина Рудник
4. Гмина Щебжешин
5. Гмина Туробин